# Tony Brenton

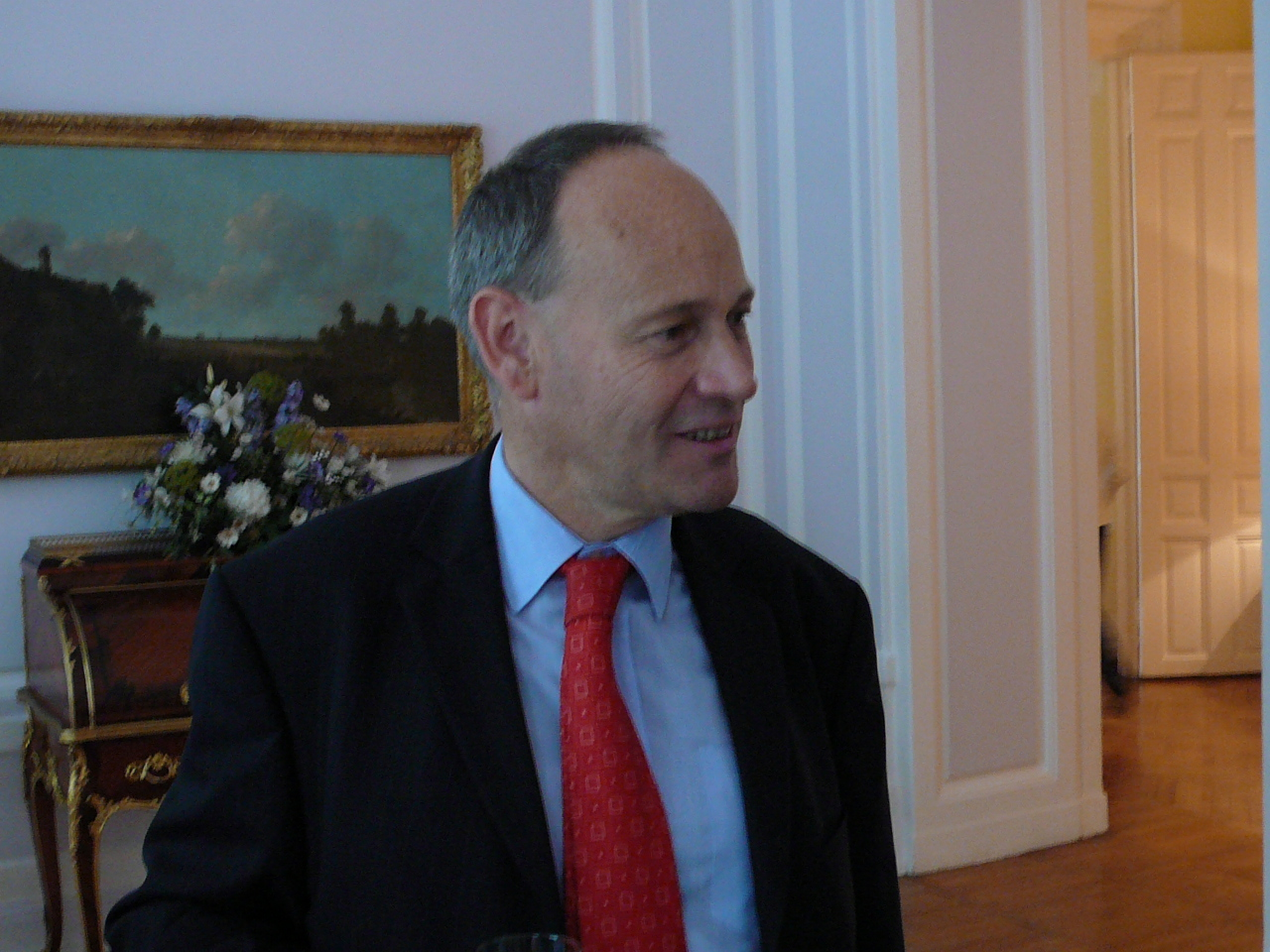
Anthony Brenton (2007)

Sir Anthony „Tony“ Russell Brenton KCMG (* 1. Januar 1950)  ist ein ehemaliger britischer Diplomat, der unter anderem zwischen 2004 und 2008 Botschafter in Russland war. 

## Leben

### Studium und Beginn der diplomatischen Laufbahn
Brenton, Sohn eines Offiziers der Royal Navy und einer aus Neuseeland stammenden Mutter, begann nach dem Besuch der Peter Symonds School in Winchester ein Mathematikstudium an der University of Cambridge. Nach dem Studium trat er 1975 in den öffentlichen Dienst (Her Majesty’s Civil Service) des Außenministeriums (Foreign and Commonwealth Office) und war anfangs Hilfsreferent für Japan im Fernost-Referat. Im Anschluss besuchte er einen Arabisch-Sprachkurs am Army Education Centre in Beaconsfield, den er nach der Wiederöffnung des wegen des libanesischen Bürgerkrieges zeitweise geschlossenen Middle East Centre for Arab Studies (MECAS) in Beirut fortsetzte.
1978 übernahm er seine erste Verwendung an einer Auslandsvertretung, und zwar als Zweiter Sekretär und Politischer Referent an der Botschaft in Ägypten und war dort bis 1981 tätig. Während dieser Zeit kam es am 17. September 1978 zum Camp-David-Abkommen zwischen Ägypten und Israel sowie zur Unterzeichnung des israelisch-ägyptischen Friedensvertrages am 26. März 1979. Am 24. Januar 1979 wurde er in den diplomatischen Dienst (Her Majesty’s Diplomatic Service) übernommen. Zum Ende seiner dortigen Tätigkeit kam es am 6. Oktober 1981 zur Ermordung des Präsidenten von Ägypten Anwar as-Sadat.

### Europa-Fachmann und Abordnung zur EG-Kommission
Nach seiner Rückkehr nach Großbritannien wurde Brenton 1981 Mitarbeiter im Referat für die Europäischen Gemeinschaften des Außenministeriums und gehörte zunächst zu der Arbeitsgruppe für den britischen EG-Ratspräsidentschaft im zweiten Halbjahr 1981. Während dieser Zeit arbeitete er eng mit Robert Cooper zusammen, der sogenannter European Correspondent im Außenministerium war. Anschließend wurde er 1982 zeitweise zum belgischen Außenministerium abgeordnet, nachdem Belgien im ersten Halbjahr von Großbritannien die EG-Ratspräsidentschaft übernommen hatte. Daraufhin arbeitete er von 1982 bis 1985 als Europareferent in der Arbeitsgruppe für Außenpolitik der Europäischen Gemeinschaften des Außenministeriums. Im September 1985 wechselte er als Energie-Referent zur Ständigen Vertretung bei den Europäischen Gemeinschaften in Brüssel.
Knapp ein Jahr später wurde Brenton 1986 zur EG-Kommission abgeordnet und war bis 1989 stellvertretender Kabinettschef von Stanley Clinton Davis, der zwischen 1985 und 1989 Kommissar für Umwelt, Verbraucherschutz und Verkehr in der ersten EG-Kommission von Jacques Delors war. Nachdem Clinton Davis nicht wieder zum EG-Kommissar gewählt worden war, kehrte Brenton nach Großbritannien zurück und war zwischen 1989 und 1990 im Range eines Botschaftsrats Leiter des Referats für die Vereinten Nationen. Während dieser Zeit kam es am 21. März 1990 zur Unabhängigkeit von Namibia. Nach nur einem Jahr wurde er 1990 Leiter des Referats für Umwelt, Wissenschaft und Energie des Außenministeriums und übte diese Funktion bis September 1992 aus. Als solcher befasste er sich unter anderem mit der Vorbereitung der Konferenz der Vereinten Nationen über Umwelt und Entwicklung im Juni 1992 in Rio de Janeiro.

### Gesandter in Russland und den USA sowie Botschafter in Russland
Nachdem Brenton zwischen 1992 und 1993 als Fellow am Center for International Affairs der Harvard University tätig war, verfasste er 1994 das Buch The greening of Machiavelli. The evolution of international environmental politics, in dem er sich mit internationaler Umweltpolitik beschäftigte. Nach einem knapp einjährigen Russisch-Sprachkurs wurde er im September 1994 Gesandter sowie Leiter der Abteilung für Wirtschaft, Hilfsprogramme und Wissenschaften an der Botschaft in Russland und war damit bis 1998 einer der engsten Mitarbeiter des damaligen Botschafters Brian Fall sowie ab 1995 von dessen Nachfolger Andrew Wood.
Nach seiner Rückkehr nach Großbritannien übernahm Brenton 1998 die Funktion als Leiter der Abteilung für Globale Angelegenheiten (Director for Global Issues) des Außenministeriums und bekleidete diese bis 2001. Als solcher befasste er sich unter anderem mit den Vor- und Nachbereitungen des G8-Gipfel in Birmingham 1998. Zum 1. Januar 2001 wurde er Companion des Order of St. Michael and St. George (CMG). Danach fungierte er zwischen Januar 2001 und 2004 als Gesandter und Ständiger Vertreter des Botschafters in den USA und war damit Stellvertreter des damaligen Botschafters Christopher Meyer beziehungsweise seit 2003 von dessen Nachfolger David Manning. Zugleich war er verantwortlich für die Konsulate und Generalkonsulate in den USA.
Zuletzt wurde Brenton im September 2004 Nachfolger von Roderic Lyne als Botschafter in Russland. Während seiner dortigen Tätigkeit kam es zum G8-Gipfel in Sankt Petersburg 2006. Am 16. Juni 2007 wurde er zum Knight Commander des geschlagen, so dass er seither den Namenszusatz „Sir“ führte. 2008 trat er in den Ruhestand und wurde als Botschafter in Russland durch Anne Fyfe Pringle abgelöst.
Im Anschluss wurde Brenton 2009 Fellow am Wolfson College der University of Cambridge.

## Veröffentlichung
- als Herausgeber: Was Revolution Inevitable? Turning Points of the Russian Revolution. Oxford University Press, Oxford 2017, ISBN 978-0-19-065891-5.
- The greening of Machiavelli. The evolution of international environmental politics, Verlag Chatham House, 1994, ISBN 1-85383-211-1